# San Solario
San Solario di Luni, o Salario (... – Lerici, V secolo), è stato probabilmente il secondo vescovo della diocesi di Luni ed è venerato come santo dalla Chiesa cattolica.

## Agiografia
Secondo un'antica tradizione Solario subì il martirio presso San Terenzo al Mare, vicino a Lerici, nella località oggi detta Solaro. 
Se queste tradizioni fossero supportate da una fonte, si potrebbe riconoscere in Solario un vescovo sicuramente precedente a san Felice, primo presule storicamente certo, e quindi poter supporre che la diocesi di Luni esistesse già ai tempi delle ultime persecuzioni. 
La Chiesa lunense lo festeggiava il 22 ottobre.